# Regina Schöpf
Regina Schöpf, née le 16 septembre 1935 à Innsbruck et morte en octobre 2008, est une ancienne skieuse alpine autrichienne originaire de Seefeld.

## Palmarès

### Jeux olympiques d'hiver
| Épreuve / Édition         | Descente | Slalom géant | Slalom |
| JO 1956 Cortina d'Ampezzo | —        | 9e           | Argent |

### Championnats du monde
| Épreuve / Édition         | Descente | Slalom géant | Slalom | Combiné |
| Mondiaux 1954 Åre         | —        | —            | 4e     | —       |
| JO 1956 Cortina d'Ampezzo | —        | 9e           | Argent | —       |

### Arlberg-Kandahar
- Meilleur résultat : 4e place dans le slalom 1954 à Garmisch